# 파생결합증권
파생결합증권이란 영어로는 Derivatives Linked Securities(줄임말로 DLS라고 한다.)로 기초자산의 가격, 이자율, 통화, 실물자산, 신용위험 등의 변동과 연계하여 미리 정하여진 방법에 따라 이익이 결정되는 증권을 말한다.
- 다양한 구조가 가능한 상품이므로 투자자의 성향에 맞춰서 상품구성이 가능하며 보장정도에 따라 100%원금보장, 95%원금보장, 비보장 등 구분하여 볼 수 있다. 그렇기 때문에 투자자의 향후 시장전망에 따라 상품선택이 가능하다.

- 2010년 4월 한국거래소는 ETF 및 ELW등 파생결합증권신상품개발, 제도개선에 대한 업계 의견을 수렴,반영하고 업계 자율기능 제고를 통한 양 시장의 질적 선진화를 위해 정례적인 각 시장별 발전협의회를 구성하고 운영하기로 했다.